# Baldry's Out!
Baldry's Out! è il nono album di Long John Baldry, pubblicato nel 1979 dalla Casablanca Records.

## Tracce
1. Baldry's Out (Intro)
2. Baldry's Out (Long John Baldry)
3. Stealer (Andy Fraser, Rodgers, Phil Spector)
4. Lonely Night
5. You've Lost That Lovin' Feelin' (Mann, Spector, Weil)
6. Come and Get Your Love (Ballard)
7. Find You (L.J.Baldry, Young)
8. Like a Dog
9. Thrill's a Thrill (Amesbury)
10. So Sad
11. Darlin' (Blandamer)

## Musicisti
- Long John Baldry - voce
- Kathi McDonald - voce su traccia 5
- Roy Young - organo, voce
- Mick Clarke - chitarra
- James Lee Fish - basso
- Jimmy Horowitz - organo
- Michael Iceberg - sintetizzatore
- Jeff Seitz - batteria
- Ray Warleigh - sassofono